# Phường 3, thành phố Trà Vinh
Phường 3 là một phường thuộc thành phố Trà Vinh, tỉnh Trà Vinh, Việt Nam.

## Địa lý
Phường 3 nằm ở trung tâm thành phố Trà Vinh, có vị trí địa lý:
- Phía đông giáp Phường 5
- Phía tây giáp Phường 7
- Phía nam giáp Phường 9
- Phía bắc giáp Phường 1 và Phường 4.

Phường 3 có diện tích 1,47 km², dân số năm 2023 là 18.644 người, mật độ dân số đạt 12.682 người/km².

## Hành chính
Phường 3 được chia thành 12 khóm: 1, 2, 3, 4, 5, 6, 7, 8, 9, 10, 11, 12.

## Lịch sử
Sau năm 1975, Phường 3 thuộc thị xã Trà Vinh.
Ngày 4 tháng 3 năm 2010, Chính phủ ban hành Nghị quyết số 11/NQ-CP về việc thành lập thành phố Trà Vinh thuộc tỉnh Trà Vinh. Phường 3 trực thuộc thành phố Trà Vinh.
Ngày 15 tháng 10 năm 2019, HĐND tỉnh Trà Vinh ban hành Nghị quyết số 157/NQ-HĐND về việc:
Phường 3
- Sáp nhập Khóm 3 vào Khóm 2.

Phường 6
- Sáp nhập Khóm 2 vào Khóm 1.
- Sáp nhập Khóm 4 vào Khóm 7.
- Sáp nhập Khóm 5 vào Khóm 6.
- Sáp nhập Khóm 10 vào Khóm 9.

Tính đến ngày 31 tháng 12 năm 2023, Phường 2 có 3 khóm: 1, 2, 3. Phường 3 có 3 khóm: 1, 2, 4. Phường 6 có 6 khóm: 1, 3, 6, 7, 8, 9.
Ngày 14 tháng 11 năm 2024, Ủy ban Thường vụ Quốc hội ban hành Nghị quyết số 1277/NQ-UBTVQH15 về việc sắp xếp đơn vị hành chính cấp xã của tỉnh Trà Vinh giai đoạn 2023 – 2025 (nghị quyết có hiệu lực từ ngày 1 tháng 1 năm 2025). Theo đó, sáp nhập toàn bộ 0,29 km² diện tích tự nhiên, quy mô dân số là 3.885 người của Phường 2 và toàn bộ 1,01 km² diện tích tự nhiên, quy mô dân số là 10.960 người của Phường 6 vào Phường 3.
Phường 3 có 1,47 km² diện tích tự nhiên và quy mô dân số là 18.644 người.
Ngày 20 tháng 2 năm 2025, HĐND tỉnh Trà Vinh ban hành Nghị quyết số 07/NQ-HĐND về việc:
- Đổi tên Khóm 3 thuộc Phường 2 cũ thành Khóm 3 thuộc Phường 3.
- Đổi tên Khóm 2 thuộc Phường 2 cũ thành Khóm 5 thuộc Phường 3.
- Đổi tên Khóm 6 thuộc Phường 6 cũ thành Khóm 6 thuộc Phường 3.
- Đổi tên Khóm 7 thuộc Phường 6 cũ thành Khóm 7 thuộc Phường 3.
- Đổi tên Khóm 8 thuộc Phường 6 cũ thành Khóm 8 thuộc Phường 3.
- Đổi tên Khóm 9 thuộc Phường 6 cũ thành Khóm 9 thuộc Phường 3.
- Đổi tên Khóm 1 thuộc Phường 6 cũ thành Khóm 10 thuộc Phường 3.
- Đổi tên Khóm 3 thuộc Phường 6 cũ thành Khóm 11 thuộc Phường 3.
- Đổi tên Khóm 1 thuộc Phường 2 cũ thành Khóm 12 thuộc Phường 3.